# Stenocarpus comptonii
Stenocarpus comptonii är en tvåhjärtbladig växtart som beskrevs av Spencer Le Marchant Moore. Stenocarpus comptonii ingår i släktet Stenocarpus och familjen Proteaceae. Inga underarter finns listade i Catalogue of Life.